# Nových sedm divů světa
Dne 7. července 2007 (symbolicky 7. 7. 2007) bylo podle počtu hlasů zaslaných lidmi z celého světa zvoleno nových sedm divů světa. Anketu inicioval švýcarsko-kanadský dobrodruh Bernard Weber. Kritici, včetně expertů z UNESCO, se však od této aktivity distancují.

## Nových sedm divů světa
| Název                  | Místo                    | Datum stavby                 | Obrázek                      |
| ---------------------- | ------------------------ | ---------------------------- | ---------------------------- |
| Chichén Itzá           | Yucatán, Mexiko          | 8. století                   | Chichén Itzá                 |
| Socha Krista Spasitele | Rio de Janeiro, Brazílie | 1921–1931                    | Socha Krista Spasitele       |
| Velká čínská zeď       | Čína                     | 221 př. n. l. – 1644 n. l.   | The Great Wall in the winter |
| Machu Picchu           | Cuzco, Peru              | 1460–1470                    | Machu Picchu                 |
| Petra                  | Jordánsko                | 1. st. př. n. l. – 100 n. l. | Petra                        |
| Koloseum               | Řím, Itálie              | 70–82 n. l.                  | Koloseum                     |
| Tádž Mahal             | Ágra, Indie              | 1632–1654                    | Tádž Mahal                   |